# Данді (Орегон)
Данді (англ. Dundee) — місто (англ. city) в США, в окрузі Ямгілл штату Орегон. Населення — 3238 осіб (2020).

## Географія
Данді розташоване за координатами 45°16′33″ пн. ш. 123°0′27″ зх. д. / 45.27583° пн. ш. 123.00750° зх. д. (45.275798, -123.007417).  За даними Бюро перепису населення США в 2010 році місто мало площу 3,51 км², з яких 3,45 км² — суходіл та 0,06 км² — водойми.

## Демографія
Згідно з переписом 2010 року, у місті мешкали 3162 особи в 1136 домогосподарствах у складі 866 родин. Густота населення становила 901 особа/км².  Було 1175 помешкань (335/км²).
Расовий склад населення:
| - 91,2 % — білих - 1,4 % — азіатів - 1,2 % — корінних американців - 0,4 % — чорних або афроамериканців - 0,2 % — вихідців з тихоокеанських островів - 3,1 % — осіб інших рас |

До двох чи більше рас належало 2,6 %. Частка іспаномовних становила 10,4 % від усіх жителів.
За віковим діапазоном населення розподілялося таким чином: 27,8 % — особи молодші 18 років, 62,0 % — особи у віці 18—64 років, 10,2 % — особи у віці 65 років та старші. Медіана віку мешканця становила 36,7 року. На 100 осіб жіночої статі у місті припадало 101,3 чоловіків;  на 100 жінок у віці від 18 років та старших — 96,6 чоловіків також старших 18 років.
Середній дохід на одне домашнє господарство  становив 79 964 долари США (медіана — 67 384), а середній дохід на одну сім'ю — 84 053 долари (медіана — 73 750). Медіана доходів становила 51 010 доларів для чоловіків та 40 379 доларів для жінок. За межею бідності перебувало 8,0 % осіб, у тому числі 13,0 % дітей у віці до 18 років та 1,4 % осіб у віці 65 років та старших.
Цивільне працевлаштоване населення становило 1621 осіб. Основні галузі зайнятості: освіта, охорона здоров'я та соціальна допомога — 22,5 %, виробництво — 19,4 %, роздрібна торгівля — 11,6 %, будівництво — 10,1 %.